# Division Nationale 2010-2011
La Division Nationale 2010-2011, nota anche come BGL Ligue 2010-2011 per motivi di sponsorizzazione, è stata la novantasettesima edizione della massima serie del campionato lussemburghese di calcio. È iniziata il 7 agosto 2010 e si è conclusa il 20 maggio 2011. Il F91 Dudelange ha vinto il campionato per la nona volta nella sua storia. Capocannoniere del torneo è stato Sanel Ibrahimović, calciatore del Wiltz 71, con 18 reti.

## Stagione

### Novità
Dalla Division Nationale 2009-2010 erano stati retrocessi il Rumelange e il Mondercange, mentre dalla Éirepromotioun 2009-2010 erano stati promossi il Wiltz 71 e il Jeunesse Canach.

### Formula
Le quattordici squadre partecipanti si sono affrontate in un girone all'italiana con partite di andata e ritorno per un totale di 26 giornate. Al termine del campionato la prima classificata era designata campione del Lussemburgo e ammessa al primo turno preliminare della UEFA Champions League 2011-2012. Le squadre seconda e terza classificate venivano ammesse al primo turno preliminare della UEFA Europa League 2011-2012, assieme alla vincitrice della coppa nazionale, ammessa direttamente al secondo turno preliminare. Le ultime due classificate venivano retrocesse direttamente in Éirepromotioun, mentre la dodicesima classificata affrontava la terza classificata in Éirepromotioun in un play-off promozione/retrocessione.

## Squadre partecipanti
| Squadra            | Città            | Stadio                 | Stagione precedente                |
| ------------------ | ---------------- | ---------------------- | ---------------------------------- |
| Differdange 03     | Differdange      | Stade du Thillenberg   | 4º posto nella Division Nationale  |
| Etzella Ettelbruck | Ettelbruck       | Stade Am Deich         | 8º posto nella Division Nationale  |
| F91 Dudelange      | Dudelange        | Stade Jos Nosbaum      | 2º posto nella Division Nationale  |
| Fola Esch          | Esch-sur-Alzette | Stadio Émile Mayrisch  | 6º posto nella Division Nationale  |
| Grevenmacher       | Grevenmacher     | Op Flohr Stadion       | 3º posto nella Division Nationale  |
| Jeunesse Canach    | Canach           | Stade Rue de Lenningen | 2º posto in Éirepromotioun         |
| Jeunesse Esch      | Esch-sur-Alzette | Stade de la Frontière  | Campione del Lussemburgo           |
| Käerjeng 97        | Bascharage       | Stade um Bëchel        | 12º posto nella Division Nationale |
| Pétange            | Pétange          | Stadio municipale      | 9º posto nella Division Nationale  |
| Progrès Niedercorn | Niederkorn       | Stade Jos Haupert      | 11º posto nella Division Nationale |
| RU Luxembourg      | Lussemburgo      | Stade Achille Hammerel | 7º posto nella Division Nationale  |
| R.M. Hamm Benfica  | Lussemburgo      | Luxembourg-Cents       | 5º posto nella Division Nationale  |
| Swift Hesperange   | Hesperange       | Stade Alphonse Theis   | 10º posto nella Division Nationale |
| Wiltz 71           | Wiltz            | Stade Géitz            | 1º posto in Éirepromotioun         |

## Classifica finale
|  | Pos. | Squadra            | Pt | G  | V  | N | P  | GF | GS | DR  |
|  | ---- | ------------------ | -- | -- | -- | - | -- | -- | -- | --- |
|  | 1.   | F91 Dudelange      | 59 | 26 | 19 | 2 | 5  | 75 | 24 | +51 |
|  | 2.   | Fola Esch          | 47 | 26 | 14 | 5 | 7  | 48 | 28 | +20 |
|  | 3.   | Käerjeng 97        | 44 | 26 | 13 | 5 | 8  | 54 | 34 | +20 |
|  | 4.   | Differdange 03     | 43 | 26 | 12 | 7 | 7  | 51 | 37 | +14 |
|  | 5.   | Progrès Niedercorn | 41 | 26 | 12 | 5 | 9  | 43 | 43 | 0   |
|  | 6.   | Grevenmacher       | 39 | 26 | 11 | 6 | 9  | 43 | 39 | +4  |
|  | 7.   | Pétange            | 38 | 26 | 10 | 8 | 8  | 37 | 36 | +1  |
|  | 8.   | Jeunesse Esch      | 37 | 26 | 10 | 7 | 9  | 40 | 37 | +3  |
|  | 9.   | R.M. Hamm Benfica  | 36 | 26 | 11 | 3 | 12 | 47 | 46 | +1  |
|  | 10.  | Swift Hesperange   | 31 | 26 | 9  | 4 | 13 | 38 | 49 | -11 |
|  | 11.  | RU Luxembourg      | 29 | 26 | 8  | 5 | 13 | 38 | 38 | 0   |
|  | 12.  | Wiltz 71           | 26 | 26 | 8  | 2 | 16 | 38 | 78 | -40 |
|  | 13.  | Etzella Ettelbruck | 21 | 26 | 5  | 6 | 15 | 31 | 60 | -29 |
|  | 14.  | Jeunesse Canach    | 20 | 26 | 5  | 5 | 16 | 28 | 62 | -34 |

Legenda:
      Campione del Lussemburgo e ammessa alla UEFA Champions League 2011-2012.
      Ammessa alla UEFA Europa League 2011-2012.
 Ammessa ai play-off promozione/retrocessione.
      Retrocessa in Éirepromotioun 2011-2012.
Note:
Tre punti a vittoria, uno a pareggio, zero a sconfitta.

## Risultati
|                    | Dif  | Dud  | EtE  | Fol  | Gre  | JeC  | JeE  | Käe  | Pét  | PrN  | RFC  | RMH  | SwH  | Wil  |
| ------------------ | ---- | ---- | ---- | ---- | ---- | ---- | ---- | ---- | ---- | ---- | ---- | ---- | ---- | ---- |
| Differdange 03     | –––– | 0-1  | 1-2  | 0-3  | 2-2  | 4-0  | 3-0  | 2-1  | 1-1  | 1-2  | 0-2  | 3-1  | 3-0  | 4-4  |
| F91 Dudelange      | 3-4  | –––– | 4-1  | 3-0  | 0-3  | 2-0  | 2-0  | 1-2  | 3-0  | 5-1  | 3-2  | 4-2  | 2-0  | 15-0 |
| Etzella Ettelbruck | 2-2  | 1-1  | –––– | 1-2  | 0-4  | 1-1  | 0-0  | 0-1  | 0-2  | 2-2  | 2-3  | 2-2  | 2-3  | 1-3  |
| Fola Esch          | 1-2  | 0-3  | 5-0  | –––– | 1-1  | 1-2  | 3-2  | 2-0  | 1-1  | 1-1  | 3-0  | 1-1  | 4-2  | 4-0  |
| Grevenmacher       | 0-2  | 0-3  | 1-2  | 1-2  | –––– | 1-1  | 2-2  | 0-0  | 1-0  | 1-2  | 1-0  | 1-2  | 1-3  | 4-1  |
| Jeunesse Canach    | 1-3  | 2-2  | 1-2  | 0-3  | 0-1  | –––– | 1-1  | 2-4  | 1-3  | 1-0  | 3-2  | 2-4  | 2-1  | 1-5  |
| Jeunesse Esch      | 1-2  | 1-0  | 0-1  | 1-1  | 1-3  | 2-0  | –––– | 4-0  | 2-1  | 2-2  | 0-1  | 2-1  | 4-1  | 0-2  |
| Käerjeng 97        | 2-2  | 1-3  | 6-1  | 1-2  | 5-1  | 5-0  | 1-1  | –––– | 0-0  | 3-4  | 1-1  | 1-0  | 4-1  | 5-1  |
| Pétange            | 1-4  | 1-0  | 2-1  | 1-0  | 2-2  | 2-3  | 1-1  | 1-0  | –––– | 1-0  | 2-2  | 2-5  | 1-3  | 5-1  |
| Progrès Niederkorn | 2-4  | 1-5  | 3-2  | 2-1  | 1-3  | 2-0  | 1-3  | 2-1  | 1-2  | –––– | 1-0  | 5-2  | 2-0  | 0-1  |
| RFCU Luxembourg    | 1-1  | 0-2  | 5-1  | 0-2  | 0-1  | 4-2  | 4-1  | 1-3  | 0-2  | 0-0  | –––– | 0-1  | 0-0  | 1-3  |
| R.M. Hamm Benfica  | 2-0  | 0-1  | 1-0  | 1-2  | 3-2  | 4-1  | 1-3  | 1-2  | 2-2  | 0-1  | 0-4  | –––– | 2-0  | 4-0  |
| Swift Hesperange   | 0-0  | 0-3  | 4-2  | 0-2  | 2-3  | 2-0  | 1-2  | 2-3  | 0-0  | 2-2  | 2-1  | 4-2  | –––– | 2-1  |
| Wiltz 71           | 2-1  | 1-5  | 1-2  | 2-1  | 2-3  | 1-1  | 2-4  | 0-1  | 2-1  | 0-3  | 1-4  | 1-3  | 1-3  | –––– |

## Spareggio promozione-retrocessione
La dodicesima classificata in Division Nationale, il Wiltz 71, ha affrontato la terza classificata in Éirepromotioun per un posto nella Division Nationale 2011-2012.
|          | Risultati             |         | Luogo e data           |
| -------- | --------------------- | ------- | ---------------------- |
| Wiltz 71 | 1 - 1 (dts) (4-6 dtr) | Hostert | Beggen, 28 maggio 2011 |
|          |                       |         |                        |

## Statistiche

### Classifica marcatori
| Gol |  |  | Giocatore           | Squadra            |
| --- |  |  | ------------------- | ------------------ |
| 18  |  |  | Sanel Ibrahimović   | Wiltz 71           |
| 16  |  |  | Daniel da Mota      | F91 Dudelange      |
| 16  |  |  | Aurélien Joachim    | Differdange 03     |
| 16  |  |  | Romain Zewe         | Käerjeng 97        |
| 15  |  |  | Tomasz Gruszczyński | F91 Dudelange      |
| 14  |  |  | Nicolas Caldieri    | Progrès Niedercorn |
| 14  |  |  | Samir Louadj        | Grevenmacher       |